# Tua Rua
Tua Rua hay sao Rua, còn gọi là Cụm sao Thất Nữ (七女) , là tên cụm sao phân tán M45 (Pleiades) trong chòm Kim Ngưu (Taurus). Tua Rua thường quan sát được vào lúc sáng sớm đầu tháng 6 dương lịch. Nhìn bằng mắt thường, Tua Rua là một đám nhỏ gồm nhiều sao lờ mờ trên bầu trời đêm, rất dễ nhận thấy.
Bảng dưới là các sao sáng nhất trong cụm sao này.
| Tên      | Danh pháp      | Độ sáng biểu kiến | Phân loại sao |
| -------- | -------------- | ----------------- | ------------- |
| Alcyone  | Eta (25) Tauri | 2,86              | B7IIIe        |
| Atlas    | 27 Tauri       | 3,62              | B8III         |
| Electra  | 17 Tauri       | 3,70              | B6IIIe        |
| Maia     | 20 Tauri       | 3,86              | B7III         |
| Merope   | 23 Tauri       | 4,17              | B6IVev        |
| Taygeta  | 19 Tauri       | 4,29              | B6V           |
| Pleione  | 28 (BU) Tauri  | 5,09 (var.)       | B8IVep        |
| Celaeno  | 16 Tauri       | 5,44              | B7IV          |
| Asterope | 21 và 22 Tauri | 5,64; 6,41        | B8Ve/B9V      |
| —        | 18 Tauri       | 5,65              | B8V           |

## Từ nguyên
Trong thần thoại Hy Lạp, cụm sao Tua Rua được gọi là Pleiades (bảy chị em), theo tên của Pleiades - bảy người con gái của vị thần khổng lồ Atlas và nữ thần biển Pleione, được sinh ra trên núi Kyllini. Sau khi Atlas nhận nhiệm vụ gánh vác cả địa cầu trên vai mình, chàng thợ săn Orion bắt đầu theo đuổi các chị em Pleiades, tuy nhiên thần Zeus không để chuyện xảy ra và đã biến các chị em họ thành những chú chim bồ câu rồi sau đó biến thành những ngôi sao và đưa lên bầu trời. Tuy nhiên chòm sao Orion vẫn tiếp tục theo đuổi cụm sao Pleiades trên bầu trời đêm.
Ở Việt Nam, Tua Rua theo sát cùng với nền văn hóa lúa nước từ ngàn xưa, truyền miệng qua các câu cao dao tục ngữ. Người nông dân đồng bằng Bắc Bộ còn gọi là Sao Mạ vì xuất hiện trên bầu trời vào thời vụ gieo mạ lúa mùa chính vụ.
Tua rua thì mặc tua rua;
Mạ già, ruộng ngấu không thua bạn điền

Tua rua đi rắc mạ mùa
Tiểu thử đi bừa cấy ruộng nông sâu

Tua rua một tháng mười ngày
Cấy tróc vùng cày cũng được lúa xơi

Bao giờ nắng rữa bàng trôi
Tua rua quắt lại thì thôi cấy mùa